# Cervens
Cervens ist eine französische Gemeinde im Département Haute-Savoie in der Region Auvergne-Rhône-Alpes.

## Geographie
Cervens liegt auf 614 m, zehn Kilometer südsüdwestlich der Stadt Thonon-les-Bains (Luftlinie). Das Dorf erstreckt sich im Bas-Chablais, im Quellgebiet des Ruisseau de la Gurnaz, am Nordfuß der Voralpen im Bereich des Passübergangs Col de Cou (Cervens).
Die Fläche des 6,36 km² großen Gemeindegebiets umfasst einen Abschnitt des Bas-Chablais und der angrenzenden Voralpen. Den nördlichen Teil des Gemeindeareals nimmt das leicht gegen Norden geneigte Plateau des Bas-Chablais ein, das durch den Ruisseau de la Gurnaz und den Ruisseau du Redon nach Norden zum Genfersee entwässert wird. Nach Süden und Südosten erstreckt sich der Gemeindeboden über einen zunächst sanft, später steil ansteigenden Hang bis auf den bewaldeten Kamm des Crêt Vernay (1220 m). Bei der Pointe de Targaillan südwestlich des Col de Cou wird mit 1230 m die höchste Erhebung von Cervens erreicht.
Zu Cervens gehören die Weilersiedlungen Terrotet (605 m) und Pessinges (624 m) am Fuß des Crêt Vernay. Nachbargemeinden von Cervens sind Perrignier im Norden, Draillant im Osten, Habère-Poche im Süden sowie Fessy und Lully im Westen.

## Geschichte
Der Ortsname von Cervens ist vermutlich vom gallorömischen Personennamen Cervinus abgeleitet.

## Bevölkerung
| Jahr                       | 1962 | 1968 | 1975 | 1982 | 1990 | 1999 | 2006 |
| Einwohner                  | 377  | 376  | 409  | 410  | 593  | 729  | 897  |
| Quellen: Cassini und INSEE |      |      |      |      |      |      |      |

Mit 1259 Einwohnern (Stand 1. Januar 2022) gehört Cervens zu den kleineren Gemeinden des Département Haute-Savoie. In den letzten Jahrzehnten wurde ein kontinuierliches starkes Wachstum der Einwohnerzahl verzeichnet. Außerhalb des eigentlichen Dorfkerns entstanden mehrere Einfamilienhausquartiere.

## Wirtschaft und Infrastruktur
Cervens war bis weit ins 20. Jahrhundert hinein ein vorwiegend durch die Landwirtschaft geprägtes Dorf. Heute gibt es verschiedene Betriebe des lokalen Kleingewerbes. Zahlreiche Erwerbstätige sind Wegpendler, die in den größeren Ortschaften der Umgebung oder in Thonon-les-Bains ihrer Arbeit nachgehen.
Die Ortschaft liegt abseits der größeren Durchgangsstraßen, ist aber von Perrignier an der Verbindungsstraße D903, die von Saint-Cergues direkt nach Thonon-les-Bains führt, leicht erreichbar. Weitere Straßenverbindungen bestehen mit Draillant und Lully.